# Júzcar (kommunhuvudort)
Júzcar är en kommunhuvudort i Spanien.   Den ligger i provinsen Provincia de Málaga och regionen Andalusien, i den södra delen av landet, 400 km söder om huvudstaden Madrid. Júzcar ligger 645 meter över havet och antalet invånare är 193.
Terrängen runt Júzcar är kuperad. Runt Júzcar är det glesbefolkat, med 8 invånare per kvadratkilometer. Närmaste större samhälle är Ronda, 13,1 km norr om Júzcar. I omgivningarna runt Júzcar växer i huvudsak blandskog.